# متاواری

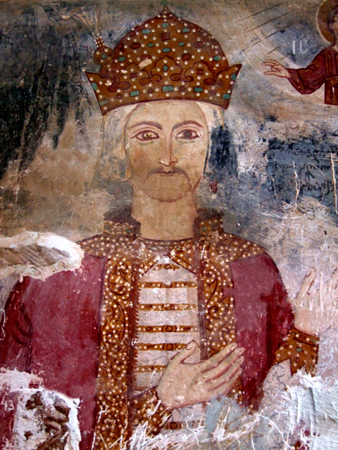
متاواری منوچهر یکم دادیانی

متاواری (گرجی: მთავარი) یک عنوان فئودالی در گرجستان است که معمولاً به زبان انگلیسی شاهزاده یا دوک ترجمه می‌شود.
نخستین نمونه‌های استفاده از عنوان متاواری در متون اولیه جراحی گرجی است که مربوط به قرن پنجم میلادی است. از سده یازدهم تا چهاردهم میلادی، عنوان متاوری، همراه با تاوادی که مترادف با اریستاوی بود و همگی به یکی از اشراف عالیه یا یک شاهزاده اشاره داشتند. در طول دوران طلایی پادشاهی متحد گرجستان (سده‌های ۱۲-۱۳) این عنوان به‌تدریج از تصدی مشروط به موروثی تغییر یافت. روندی که در پایان سده پانزدهم به پایان رسید. در سده پانزدهم اصطلاح متاواری فقط در مورد پنج شاهزاده حاکم بر غرب گرجستان (مسختی، سامگرلو، گوریا، سوانتی و آبخاز) به کار می‌رفت که قدرت‌های خودگردانی آنها در پایان تحت سلطه امپراتوری روسیه از بین رفت.